# Roger Corman
Roger Corman (5. dubna 1926 Detroit – 9. května 2024 Santa Monica) byl americký filmový producent, režisér a herec. Studoval průmyslové inženýrství na Stanfordově univerzitě. V letech 1944 až 1946 sloužil u námořnictva. Režíroval například filmy Havran (1963), Masakr na svatého Valentýna (1967), Krvavá máma (1970). Jako producent pracoval například na filmech Martina Scorseseho, Rona Howarda či Francise Forda Coppoly. Roku 1970 se oženil s Julií Halloranovou, která se rovněž věnuje filmové produkci. Jejich dcera je fotografka Catherine Cormanová.